# لیبرالیسم عضلانی

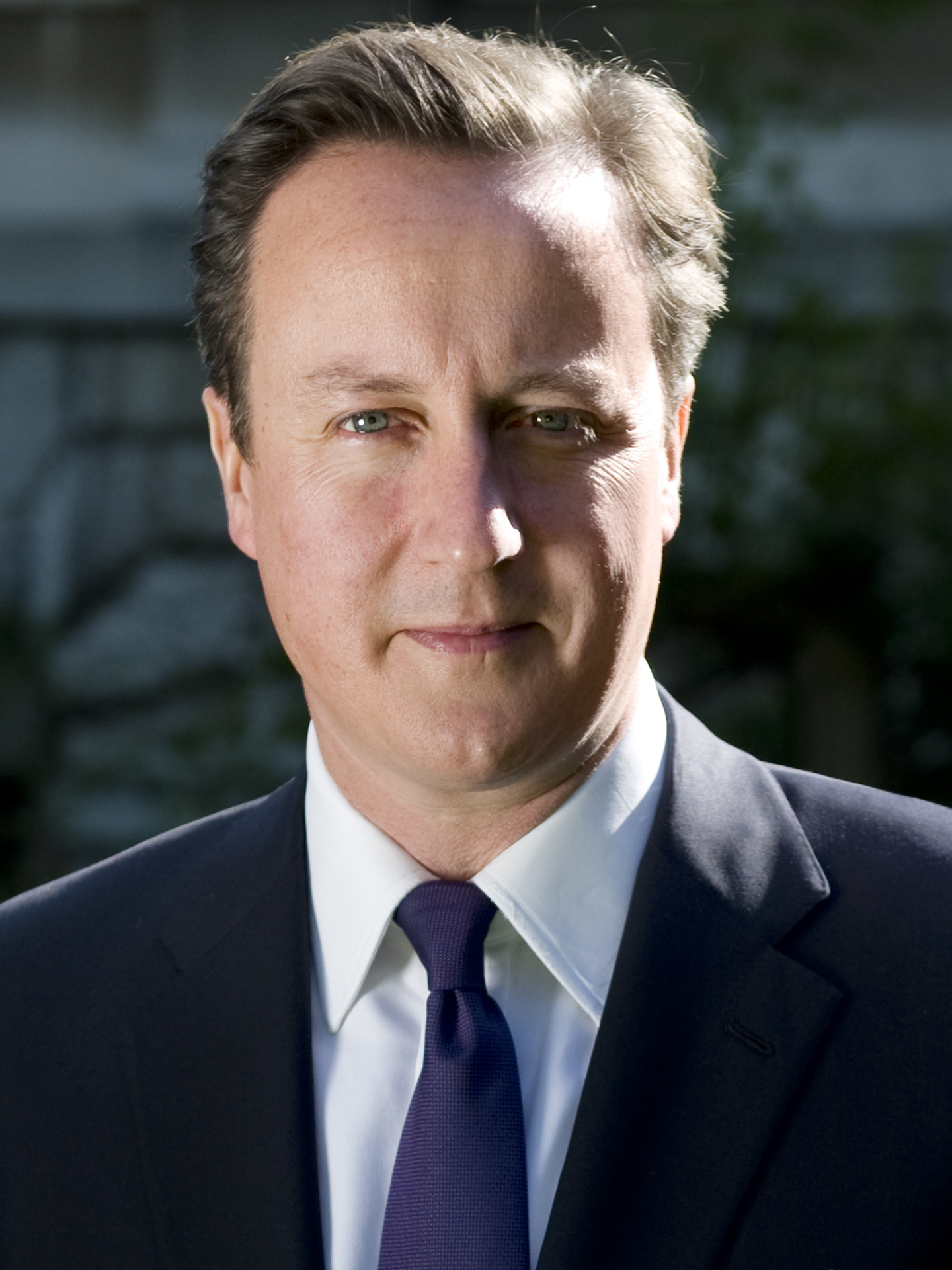
نخست‌وزیر پیشین بریتانیا، دیوید کامرون

لیبرالیسم عضلانی (به انگلیسی: muscular liberalism)، نوعی لیبرالیسم است که مورد حمایت دیوید کامرون، نخست‌وزیر بریتانیا اسبق بریتانیا بود، سیاست وی مبتنی بر یک دولت چندفرهنگه بود.
کامرون این اصطلاح را در یک سخنرانی به تاریخ ۵ فوریه سال ۲۰۱۱ میلادی در مونیخ آلمان ابداع نمود. مطابق نظر کامرون: «براساس دکترین دولت چندفرهنگی، ما فرهنگ‌های مختلف را تشویق کرده‌ایم که جدا از هم زیست کنند، دور از یکدیگر و جدا از فرهنگ جریان اصلی. ما در ایجاد تصویری از جامعه که طبق این تصویر آنها احساس تعلق کنند، ناکام مانده‌ایم.»

## اصول
نظریه چند فرهنگی که از تحمل فرهنگ‌های متعدد به سمت تحمل نظام‌های ارزشی حرکت کرده‌است، می‌تواند دشمن لیبرالیسم باشد.
کامرون این اصول را در سخنرانی خود در زمینه افراط گرایی و علل تروریسم در کنفرانس بین‌المللی سیاست امنیتی اتحادیه اروپا در مونیخ، برای مقابله با تروریسم رو به رشد ارائه کرد تا در برابر نفرت مذهبی انفعال کمتری داشته باشد و از طریق لیبرالیسم عضلانی، علیه فعالان افراطی در حال رشد، مبارزه کند.

### عضلانی
- ممنوعیت ورود مبلغان نفرت پراکن به کشور میزبان
- از تخصیص بودجه عمومی و کمک‌های مالی به گروه‌هایی که برای مقابله با افراط گرایان استفاده نمی‌شوند، به شدت جلوگیری شود.
- تحریم سازمانهایی که در کشور میزبان و خارج از آن تروریسم را تحریک می‌کنند.
- قضاوت دربارهٔ قابل قبول بودن سازمانهای مذهبی برای فعالیت در کشور میزبان براساس حقوق جهانی بشر، حمایت از دموکراسی و تشویق یکپارچه شدنشان با ارزشهای اساسی کشور میزبان
- تقویت هویت ملی با اجازه دادن به مردم برای پیروی از دین خود اما صحه گذاشتن به هویت کشور میزبان خود، با گفتن «من مسلمان هستم، من یک هندو هستم، من یک مسیحی هستم، اما من نیز یک لندنی و اهل لندن هستم.»
- جلوگیری از افراط گرایی در دانشگاه‌ها و زندان‌ها.

### لیبرالیسم
- ترویج آرمان‌های دموکراسی در جایی که مردم حکومت خود را انتخاب می‌کنند.
- ترویج حقوق جهانی بشر، شامل حقوق برابر زنان و افراد سایر مذاهب.
- آزادی عبادت و بیان
- ترویج حقوق برابر، صرف نظر از نژاد، جنس یا جنیست.
- حاکمیت قانون
- ترویج فردگرایی و متعاقب آن حقوق فردی.

## واکنش‌ها
رئیس‌جمهور پیشین فرانسه، نیکولا سارکوزی گفته‌است که با کامرون موافق است.
پیتر هوسکین اظهار نظر کرده‌است که «لیبرالیسم چندفرهنگی» «ایسم» جدیدی خواهد بود که بریتانیا برای مقابله با تروریسم و افراط گرایی مذهبی در حال رشد دنبال خواهد کرد، که متعاقباً توسط تمام کشورهای اروپایی از جمله ملت‌های مشترک المنافع اقتباس شده‌است.